# Leo Prantner
Leo Prantner (Merano, 24 novembre 2001) è un pallamanista italiano, ala destra del Füchse Berlino e della nazionale italiana.

## Carriera

### Club

#### Merano e Flensburg
Figlio di Jürgen Prantner, colonna della nazionale italiana negli anni '90 e allenatore del Meran, è fratello minore di Max, anche lui pallamanista. Fa il suo esordio in prima squadra nella stagione 2017-2018, entrando in campo 5 volte e mettendo a referto 16 reti. Per la stagione 2018-2019 passa al settore giovanile del SG Flensburg-Handewitt, una delle squadre più importanti di Germania e del mondo, vincendo con la squadra Under-19 il campionato di categoria. Terminata la stagione sportiva rientra a Merano e complice la fase di ricambio generazionale messa in atto dal club, diventa l'ala destra titolare. Nelle due stagioni successive segna oltre duecentotrenta gol in 49 presenze.

#### Cuenca e Balingen-Weilstetten
Le buone prestazioni offerte valgono la chiamata del Cuenca, club spagnolo militante in Liga ASOBAL, prima lega spagnola. Dopo una stagione di ambientamento, con diversi infortuni che ne limitano l'utilizzo, nella stagione 2022-23 gioca con più regolarità e riesce a tenere una media di oltre due gol a partita. A febbraio 2023 viene ufficializzata la firma a partire dal termine della stagione per il Balingen-Weilstetten, club di 2.Bundesliga. Al termine della stagione il club tedesco viene promosso in Bundesliga: con l'esordio contro i campioni di Germania in carica del Kiel il 27 agosto, Leo diventa il terzo italiano di sempre a giocare in Bundes, dopo Michele Skatar e Domenico Ebner.
L'8 marzo, nella partita interna contro il Melsungen, durante un salto per prendere il pallone lanciato in contropiede, subisce un colpo da un avversario che lo fa cadere rovinosamente. Prantner è costretto ad uscire dal campo e i successivi esami evidenziano la rottura del legamento crociato, che di fatto chiude la sua stagione.

#### Füchse Berlino
Dopo essere ritornato in campo ai Mondiali 2025, il 30 gennaio 2025 viene ufficializzato il suo passaggio immediato al Füchse Berlino con un contratto fino a giugno 2027, in sostituzione di Tobias Reichmann. Esordisce in Champions League il 13 febbraio contro i danesi del Fredericia, andando a referto per 6 volte. Dopo appena due mesi, il sito ufficiale delle Volpi comunica il rinnovo contrattuale fino a giugno 2029. L'8 giugno 2025 vince il primo titolo di Bundesliga nella storia del Füchse Berlino, diventando così anche il primo italiano di sempre a vincere il campionato tedesco. Una settimana più tardi diventa il primo italiano di sempre a partecipare alle Final4 di Champions League, perdendo la finale contro il Magdeburgo.

### Nazionale
Con la nazionale Under-18 vince gli Europei di seconda divisione nel 2018.
Fa il suo esordio con la nazionale maggiore l'8 novembre 2020, nella partita valevole per le qualificazioni a Euro24 contro la Norvegia.
Il 4 dicembre 2024 viene inserito nella long list dei convocati per il ritiro pre Mondiale 2025, venendo poi scelto nella lista finale dei 18 convocati. Nelle sei partite giocate al Mondiale Prantner risulta il capocannoniere della squadra con 37 reti segnate, con la doppia cifra raggiunta nel match inaugurale contro la Tunisia che gli vale il premio di miglior giocatore della partita.
Il 13 marzo 2025 nella partita contro la Lettonia, valida per le qualificazioni al campionato europeo di pallamano maschile 2026, mette a referto 15 reti, eguagliando il record di marcature in un singolo match della nazionale detenuto da Zaim Kobilica e che presisteva dal 2005.

## Palmares

### Club

#### Competizioni giovanili
- Campionato tedesco di pallamano maschile U-19: 1

Flensburg-Handewitt: 2018-19

#### Competizioni nazionali
- Handball-Bundesliga: 1

Füchse Berlino: 2024-25

### Nazionale

#### Competizioni giovanili
- Campionato europeo maschile Under 18 - Seconda Divisione: 
2018

## Statistiche

### Presenze e reti nei club
Statistiche aggiornate al 15 giugno 2025.
| Stagione                    | Squadra                     | Campionato                  | Campionato | Campionato | Coppe nazionali | Coppe nazionali | Coppe nazionali | Coppe continentali | Coppe continentali | Coppe continentali | Altre coppe | Altre coppe | Altre coppe | Totale | Totale |
| Stagione                    | Squadra                     | Comp                        | Pres       | Reti       | Comp            | Pres            | Reti            | Comp               | Pres               | Reti               | Comp        | Pres        | Reti        | Pres   | Reti   |
| --------------------------- | --------------------------- | --------------------------- | ---------- | ---------- | --------------- | --------------- | --------------- | ------------------ | ------------------ | ------------------ | ----------- | ----------- | ----------- | ------ | ------ |
| 2017-2018                   | Meran                       | A                           | 5          | 16         | -               | -               | -               | -                  | -                  | -                  | -           | -           | -           | 5      | 16     |
| 2019-2020                   | Meran                       | A                           | 19         | 91         | CI              | 1               | 5               | -                  | -                  | -                  | -           | -           | -           | 20     | 96     |
| 2020-2021                   | Meran                       | A                           | 28         | 120        | CI              | 1               | 6               | -                  | -                  | -                  | -           | -           | -           | 29     | 126    |
| Totale Meran                | Totale Meran                | Totale Meran                | 52         | 227        |                 | 2               | 11              |                    | -                  | -                  |             | -           | -           | 54     | 238    |
| 2021-2022                   | Cuenca                      | LA                          | 24         | 35         | -               | -               | -               | -                  | -                  | -                  | -           | -           | -           | 24     | 35     |
| 2022-2023                   | Cuenca                      | LA                          | 30         | 66         | -               | -               | -               | -                  | -                  | -                  | -           | -           | -           | 30     | 66     |
| Totale Cuenca               | Totale Cuenca               | Totale Cuenca               | 54         | 101        |                 | 0               | 0               |                    | 0                  | 0                  |             | 0           | 0           | 54     | 101    |
| 2023-2024                   | Balingen-Weilstetten        | BL                          | 24         | 73         | CG              | 1               | 4               | -                  | -                  | -                  | -           | -           | -           | 25     | 77     |
| 2024- gen. 2025             | Balingen-Weilstetten        | 2. BL                       | -          | -          | CG              | -               | -               | -                  | -                  | -                  | -           | -           | -           | -      | -      |
| Totale Balingen-Weilstetten | Totale Balingen-Weilstetten | Totale Balingen-Weilstetten | 24         | 73         |                 | 1               | 4               |                    | 0                  | 0                  |             | 0           | 0           | 25     | 77     |
| gen. 2025- giu. 2025        | Füchse Berlino              | BL                          | 16         | 10         | CG              | 0               | 0               | CL                 | 10                 | 11                 | -           | -           | -           | 26     | 21     |
| Totale carriera             | Totale carriera             | Totale carriera             | 146        | 421        |                 | 3               | 15              |                    | 10                 | 11                 |             | 0           | 0           | 159    | 447    |

### Cronologia, presenze e reti in nazionale
Aggiornato al 11 maggio 2025
| Data       | Città    | In casa     | Risultato | Ospiti      | Competizione               | Reti |
| ---------- | -------- | ----------- | --------- | ----------- | -------------------------- | ---- |
| 10-03-2021 | Minsk    | Bielorussia | 37-32     | Italia      | Qual. Euro22               |      |
| 02-05-2021 | Valmiera | Norvegia    | 37-16     | Italia      | Qual. Euro22               |      |
| 14-01-2022 | Tórshavn | Lettonia    | 23-36     | Italia      | Qual. Mondiali 2023        | 1    |
| 15-01-2022 | Tórshavn | Italia      | 26-27     | Fær Øer     | Qual. Mondiali 2023        |      |
| 16-01-2022 | Tórshavn | Italia      | 29-28     | Lussemburgo | Qual. Mondiali 2023        |      |
| 13-10-2023 | Katowice | Polonia     | 30-23     | Italia      | Qual. Euro24               | 1    |
| 16-10-2023 | Pescara  | Italia      | 29-40     | Francia     | Qual. Euro24               |      |
| 09-03-2023 | Pescara  | Italia      | 36-23     | Lettonia    | Qual. Euro24               | 5    |
| 12-03-2023 | Valmiera | Lettonia    | 23-29     | Italia      | Qual. Euro24               | 5    |
| 27-04-2023 | Vigevano | Italia      | 29-31     | Polonia     | Qual. Euro24               |      |
| 30-04-2023 | Rouen    | Francia     | 41-27     | Italia      | Qual. Euro24               | 1    |
| 01-11-2023 | Sakarya  | Turchia     | 37-28     | Italia      | Qual. Mondiali 2025        | 1    |
| 05-11-2023 | Chieti   | Italia      | 37-27     | Turchia     | Qual. Mondiali 2025        | 4    |
| 14-01-2025 | Herning  | Italia      | 32-25     | Tunisia     | Mondiali 2025 - 1º turno   | 10   |
| 16-01-2025 | Herning  | Italia      | 32-23     | Algeria     | Mondiali 2025 - 1º turno   | 7    |
| 18-01-2025 | Herning  | Danimarca   | 39-20     | Italia      | Mondiali 2025 - 1º turno   | 1    |
| 21-01-2025 | Herning  | Rep. Ceca   | 18-25     | Italia      | Mondiali 2025 - Main Round | 4    |
| 23-01-2025 | Herning  | Italia      | 27-34     | Germania    | Mondiali 2025 - Main Round | 8    |
| 25-01-2025 | Herning  | Italia      | 25-33     | Svizzera    | Mondiali 2025 - Main Round | 7    |
| 13-03-2025 | Jelgava  | Lettonia    | 30-35     | Italia      | Qual. Euro26               | 15   |
| 16-03-2025 | Oristano | Italia      | 41-30     | Lettonia    | Qual. Euro26               | 4    |
| 08-05-2025 | Fasano   | Italia      | 29-33     | Spagna      | Qual. Euro26               | 4    |
| 11-05-2025 | Kraljevo | Serbia      | 28-24     | Italia      | Qual. Euro26               |      |
| Totale     |          | Presenze    | 23        |             | Reti                       | 78   |